# بيتس لوري
بيتس لوري (بالإنجليزية: Bates Lowry)‏ هو مؤرخ الفن أمريكي، ولد في 23 يونيو 1923 في سينسيناتي في الولايات المتحدة، وتوفي في 17 مارس 2004.